# ارنی مک‌کی
ارنی مک‌کی (انگلیسی: Ernie MacKay; ۷ اکتبر ۱۸۹۶ – ۱ ژانویهٔ ۱۹۹۶) بازیکن فوتبال اهل ایرلند بود.